# خورچاه (خمیر)
 خورچاه روستای کوچکی از توابع بخش مرکزی شهرستان بندرلنگهدر شهرستان بندرلنگه در استان هرمزگان ایران است.

## محدوده روستای خورچاه
از شمال کوه، از جنوب لمزان، از مغرب روستای انجیره، و از سمت مشرق به کونه محدود می‌گردد.

## جمعیت
جمعیت روستای خورچاه ۵۷۰ نفر (۱۳۰خانوار) است 
که از اهل سنت و از شاخه شافعی هستند یعنی از پیروان امام محمد ادریس شافعی هستند. 
دارای مسجد، دبستان، آب‌انبار (برکه) و خانه بهداشت و مدرسه حفظ شبانه روزی خواهران و برادران می باشد.

## مردم‌شناسی
پیشهٔ بیشتر مردم کشاورزی، دامداری، و تجارت است.
دارای ۳۰۰اصله نخل دیم و ۱۵۰ من زمین  زیر کشت است. يكي از افراد سرشناس و متخصص روستا آقاي مهندس محمدصادق رزمپوش مي باشد كه داراي مهارتهاي فني و تخصصي فوق العاده اي بخصوص در زمينه تعميرات و نصب سيستم هاي سرمايشي / گرمايشي (هواسازها ، كولرهاي اسپليت/پنجره اي/پكيج گرمايي و...) ميباشد.